# タカアンドトシの道路バラエティ!? バスドラ
『タカアンドトシの道路バラエティ!? バスドラ』（タカアンドトシのどうろバラエティ!? バスドラ）は、テレビ朝日にて、毎週火曜0:15 - 0:45（月曜深夜）（JST）に放送されていたバラエティ番組である。タカアンドトシの冠番組。2015年3月31日未明（30日深夜）放送開始。
なお、同年3月28日土曜23:15 - 翌0:09には、全国ネットでタカトシの免許取得の瞬間を伝える特番『実はこっそりバスの免許とってました!タカトシ大型運転免許取得に密着SP』が放送された。

## 概要
- 2015年春、大型免許を取得したバス運転手見習いのタカアンドトシが、「道路を知ることで日本が見える!」という壮大かつ身近なテーマでバスツアーを進行!

放送開始当初は、タカアンドトシの二人が教習所敷地内にて実際にバスを運転する企画と、専門家をゲストに招いて道路やその周辺の秘密を紹介する企画内容であった。
2015年4月21日放送分より、芸能人もゲスト出演するようになり、2015年5月5日放送分からは、専門家は一切出演しなくなり、トーク番組に近い内容となった。
また2015年7月以降は、2015年1月まで放送されていた当番組の事実上の前番組である『もしものシミュレーションバラエティー お試しかっ!』の「帰れま10」に似た内容が放送されるようになった。
番組開始当初から一貫しているのはバスに乗っているという点のみ、それ以外は全く別物の内容となっていった。

## 出演
- タカアンドトシ

## 放送リスト
放送日はすべて2015年
| 回 | 放送日  | 内容                                                                                   | ゲスト | 備考              |
| -- | ------- | -------------------------------------------------------------------------------------- | --- | ----------------- |
| 1  | 3月31日 | タカトシ バスドライバーへの道 - 坂道発進のおさらい 研修道路 - 環状7号線（前編）        | 『環7エキスパート軍団』 青山佾（明治大学教授・元東京都副知事） 山本宏昭（銀河鉄道株式会社社長） 奈良原士郎（マイクロマガジン社 地域批評シリーズ副編集長） 浜田拓郎（交通ジャーナリスト） 田中一明（ラーメン官僚） |                   |
| 2  | 4月7日  | タカトシ バスドライバーへの道 - カーブの走行 研修道路 - 環状7号線（後編）              | 『環7エキスパート軍団』 青山佾（明治大学教授・元東京都副知事） 山本宏昭（銀河鉄道株式会社社長） 奈良原士郎（マイクロマガジン社 地域批評シリーズ副編集長） 浜田拓郎（交通ジャーナリスト） 田中一明（ラーメン官僚） |                   |
| 3  | 4月14日 | タカトシ バスドライバーへの道 - クランク 研修道路 - 国道246号 歴史的な名場面がここに！ | 『国道246号エキスパート軍団』 西成活裕（東京大学教授） 小林政能（日本地図センター） 奈良原士郎（マイクロマガジン社 地域批評シリーズ副編集長） 磯部祥行（実業之日本社）                                            |                   |
| 4  | 4月21日 | 特別編 - 東京スカイツリーを色んな角度から見てみようツアー                              | 『東京スカイツリーのエキスパート』 小野寺宏友（写真家） 三矢宏（東京アンテナ工事社長） |                   |
| 5  | 4月28日 | 特別編 - 気になったら途中下車する系統 東京怪しいスポット行き                           | 伊集院光、濱口優（よゐこ）、橋本マナミ |                   |
| 6  | 5月5日  | 思い出したくもない系統 気まずい人前行き                                                | 小杉竜一（ブラックマヨネーズ）、井上裕介（NON STYLE）、MALIA |                   |
| 7  | 5月12日 | 思い出したくもない系統 気まずい人前行き                                                | 竹山隆範（カンニング）、小杉竜一（ブラックマヨネーズ）、井上裕介（NON STYLE）、MALIA |                   |
| 8  | 5月19日 | ムリヤリ同窓カー                                                                       | テリー伊藤 |                   |
| 9  | 5月26日 | むりやり同窓CAR                                                                        | 神谷明、難波圭一、堀川りょう、金田朋子 |                   |
| 10 | 6月2日  | むりやり同窓CAR                                                                        | 前園真聖、渡邉一平、三浦淳寛、市川彰彦、釜本邦茂 |                   |
| 11 | 6月9日  | むりやり同窓CAR                                                                        | オスマン・サンコン、ダニエル・カール、チャック・ウィルソン、ダコタ・ローズ |                   |
| 12 | 6月16日 | ローカルタレント大集結SP                                                               | 上杉周大、シャバ駄馬男、ワッキー貝山、岡本先生 |                   |
| 13 | 6月23日 | 超有名人の兄弟姉妹が集まるバス                                                         | 上野まな、KENTA、福住龍司、早乙女友貴、矢部美幸 |                   |
| 14 | 6月30日 | リズムネタ芸人大集合SP                                                                 | 8.6秒バズーカー、クマムシ、2700、エグスプロージョン、幹てつや |                   |
| 15 | 7月7日  | 日本人に多い名字トップ50を全て当てろ！                                                 | ケンドーコバヤシ、岡田圭右（ますだおかだ）、SHELLY |                   |
| 16 | 7月14日 | 博多華丸・大吉の同窓CAR                                                                | 博多華丸・大吉、おたこぷー、パンクブーブー、吉田武司 |                   |
| 17 | 7月28日 | 女性シンガーのCDシングル売り上げベスト30を全て当てるまで終わらないバスツアー！         | May J.、島崎和歌子、小沢一敬（スピードワゴン） |                   |
| 18 | 8月11日 | 国内映画興行収入ベスト30 全て当てろ！                                                  | 蛭子能収、木下隆行（TKO）、河北麻友子 | 0:45 - 1:15に放送 |
| 19 | 8月18日 | 結婚している人に聞きました！「妻・夫に内緒にしていることベスト10」                     | 庄司智春（品川庄司）、夏川純、亀井京子 | 0:45 - 1:15に放送 |
| 20 | 8月25日 | ギャップランキング〜元力士編〜                                                         | |                   |
| 21 | 9月1日  | 男性グループのヒット曲ベスト30を全て当てろ！                                           | RED RICE（湘南乃風）、NANA（MAX）、春日俊彰（オードリー） |                   |
| 22 | 9月8日  | 新宿のオネエが選んだ“彼氏にしたい有名人10人”を全て当てろ！                             | はるな愛、GENKING、本田ヒカル |                   |
| 23 | 9月15日 | マンガの発行部数ランキング ベスト30を当てろ！                                          | 濱口優、篠原ともえ、犬山紙子 |                   |
| 24 | 9月22日 | 芸人が歌ったヒット曲ランキング ベスト20を当てろ！                                      | DJ KOO、益子卓郎（U字工事）、菊地亜美 |                   |
| 25 | 9月29日 | 邦画の興行収入ランキング ベスト30を当てろ！                                            | 柳沢慎吾、塚地武雅（ドランクドラゴン）、鈴木あや |                   |

## ネット局
| 放送対象地域 | 放送局               | 系列           | 放送日時                    | 放送開始日    | 備考       |
| ------------ | -------------------- | -------------- | --------------------------- | ------------- | ---------- |
| 関東広域圏   | テレビ朝日(EX)       | テレビ朝日系列 | 火曜 0:15 - 0:45 (月曜深夜) | 2015年3月31日 | 制作局     |
| 北海道       | 北海道テレビ (HTB)   | テレビ朝日系列 | 火曜 0:15 - 0:45 (月曜深夜) | 2015年3月31日 | 同時ネット |
| 青森県       | 青森朝日放送 (ABA)   | テレビ朝日系列 | 火曜 0:15 - 0:45 (月曜深夜) | 2015年3月31日 | 同時ネット |
| 岩手県       | 岩手朝日テレビ (IAT) | テレビ朝日系列 | 火曜 0:15 - 0:45 (月曜深夜) | 2015年3月31日 | 同時ネット |
| 秋田県       | 秋田朝日放送 (AAB)   | テレビ朝日系列 | 火曜 0:15 - 0:45 (月曜深夜) | 2015年3月31日 | 同時ネット |
| 山形県       | 山形テレビ (YTS)     | テレビ朝日系列 | 火曜 0:15 - 0:45 (月曜深夜) | 2015年3月31日 | 同時ネット |
| 福島県       | 福島放送 (KFB)       | テレビ朝日系列 | 火曜 0:15 - 0:45 (月曜深夜) | 2015年3月31日 | 同時ネット |
| 長野県       | 長野朝日放送 (abn)   | テレビ朝日系列 | 火曜 0:15 - 0:45 (月曜深夜) | 2015年3月31日 | 同時ネット |
| 山口県       | 山口朝日放送 (yab)   | テレビ朝日系列 | 火曜 0:15 - 0:45 (月曜深夜) | 2015年3月31日 | 同時ネット |
| 沖縄県       | 琉球朝日放送 (QAB)   | テレビ朝日系列 | 火曜 0:15 - 0:45 (月曜深夜) | 2015年3月31日 | 同時ネット |
| 福岡県       | 九州朝日放送 (KBC)   | テレビ朝日系列 | 木曜 1:50 - 2:20 (水曜深夜) | 2015年4月8日  | 遅れネット |
| 熊本県       | 熊本朝日放送 (KAB)   | テレビ朝日系列 | 火曜 1:15 - 1:45 (月曜深夜) | 2015年4月14日 | 遅れネット |
| 愛媛県       | 愛媛朝日テレビ (eat) | テレビ朝日系列 | 火曜 1:20 - 1:50 (月曜深夜) | 2015年4月14日 | 遅れネット |
| 鹿児島県     | 鹿児島放送 (KKB)     | テレビ朝日系列 | 火曜 1:45 - 2:15 (月曜深夜) | 2015年4月21日 | 遅れネット |

## スタッフ
- ナレーター：小山力也、吉見早彩、古川登志夫、鐡井静寿子
- 企画：奥川晃弘
- 構成：樋口卓治、デーブ八坂、藤澤朋幸
- ロケ技術：羽田廣宣、七澤甲
- 美術進行：亀井直子
- CGデザイン：松島佑樹
- 編集：小岩井洋介、藤原昌幸
- MA：内藤憲司
- 音効：波多野精二
- TK：高橋由佳
- 編成：瀧川恵
- 宣伝：望野智美
- デスク：北谷みづき
- 制作協力：吉本興業、東通企画、メディア・バスターズ
- 制作スタッフ：渡辺達也、清宮彩香、杉本莉奈、林寛隆
- アシスタントプロデューサー：大橋ルミ、中尾まなみ
- ディレクター：藤田恭輔、田中良憲、松尾多喜二、黒柳貴仁
- 演出：嶋中一人
- プロデューサー：古瀬麻衣子、白髭晋二（東通企画）、吉澤康平（メディア・バスターズ）
- ゼネラルプロデューサー：本部純
- 制作著作：テレビ朝日

### 過去のスタッフ
- 構成：鈴木おさむ
- 編成：田中真由子